# Unterseeboot 27 (1913)
Pour les articles homonymes, voir Unterseeboot 27.
Le sous-marin allemand Unterseeboot 27 (Seiner Majestät Unterseeboot 27 ou SM U-27), navire de tête du type U 27 a été construit par la Kaiserliche Werft de Danzig, et lancé le 14 juillet 1913 pour une mise en service le 8 mai 1914. Il a servi pendant la Première Guerre mondiale sous pavillon de la Kaiserliche Marine.

## Caractéristiques techniques
Le U-Boot SM U-27 mesurait 64,7 mètres de long, 6,32 m de large et 7,68 m de haut. Il déplaçait 685 tonnes en surface et 878 tonnes en immersion. Le système de propulsion du sous-marin était composé d'une paire de moteurs diesel à deux temps de 8 cylindres fabriqués par Germania de 2 000 CV (1 470 kW) pour une utilisation en surface, et de deux moteurs électriques à double dynamos construits par SSW de 1 200 CV (880 kW) pour une utilisation en immersion. Les moteurs électriques étaient alimentés par un banc de deux batteries de 110 cellules. le SM U-27 pouvait naviguer à une vitesse maximale de 16,7 nœuds (30,9 km/h) en surface et de 9,8 nœuds (18,1 km/h) en immersion. La direction était contrôlée par une paire d'hydroplanes à l'avant et une autre paire à l'arrière, et un seul gouvernail.
Le SM U-27 était armé de quatre tubes torpilles de 50 centimètres (19,7 pouces), qui étaient fournis avec un total de six torpilles. Une paire de tubes était située à l'avant et l'autre à l'arrière. Il était équipée d'un canon SK L/30 de 8,8 cm (3,5 in) pour une utilisation en surface.
Le SM U-27 était manœuvré par 4 officiers et 31 membres d'équipage.

## Histoire

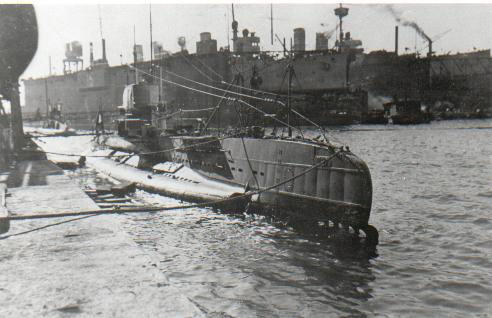
Le SM U-27 à quai.

Au début de la Première Guerre mondiale, le SM U-27 a remporté deux succès contre des navires de guerre de la Royal Navy. 

Le 18 octobre 1914, le SM U-27 coule le sous-marin britannique HMS E3. Le HMS E3 quitte Harwich le 16 octobre pour patrouiller au large de Borkum en mer du Nord. Le 18 octobre, le E3 repère quelques destroyers allemands devant lui, mais ne peut pas se mettre en position de tirer sur eux. Incapable de les dépasser, le Commander Cholmley du sous-marin anglais se retire dans la baie pour attendre qu'ils se dispersent. Ce faisant, il n'a pas vu que la baie était également occupée par le SM U-27, sous les ordres du Kapitänleutnant  Bernd Wegener.
Le SM U-27 est en surface et patrouille entre l'Ems et Borkum lorsqu'à 11h25, un objet ressemblant à une bouée fut repéré là où aucune bouée ne devait se trouver. Soupçonnant un sous-marin britannique, le SM U-27 a immédiatement plongé et a fermé[Quoi ?] l'objet. Bien que l'ennemi ait été "abusé", le numéro 83 est clairement visible sur la tour de contrôle du sous-marin britannique, maintenant identifié comme tel sans aucun doute. Wegener suit le sous-marin anglais pendant deux heures jusqu'à ce qu'il puisse s'approcher du "soleil levant". Il a remarqué que les vigies regardaient attentivement dans l'autre direction, vers l'Ems. Lorsque la distance s'est rapprochée de 300 m, le SM U-27 tire deux torpilles G6. Une explosion 12 secondes plus tard a immédiatement coulé le E3. Le KTB indique que des hommes (probablement les vigies du pont) étaient visibles dans l'eau mais que le SM U-27 a plongé et s'est retiré, craignant qu'un second sous-marin britannique ne se trouve à proximité. 30 minutes plus tard, le U-Boot est revenu sur les lieux pour chercher des preuves et d'éventuels survivants, mais sans succès. Les 28 membres de l'équipage du E3 ont tous été perdus.

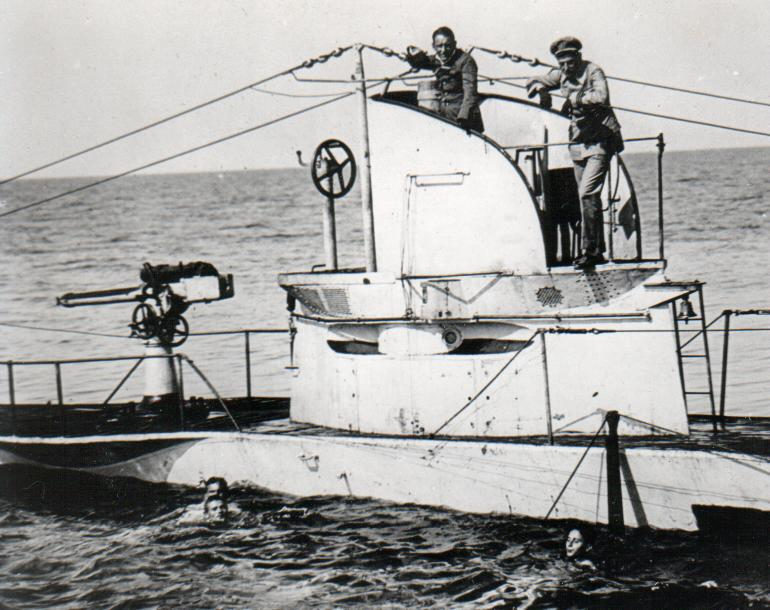
Equipage du SM U-27 autour du kiosque.

Le 31 octobre 1914, le croiseur protégé britannique Hermes coule à la suite de l'attaque du SM U-27 à la position géographique de 51° 06′ N, 1° 50′ E. En outre, de mars à août 1915, neuf (dix selon d'autres sources) navires marchands au total, soit 31 120 tonneaux, ont été coulés.
Le 19 août 1915, le SM U-27 arrête le transporteur de mulets Nicosian à 70 milles nautiques (130 km) au Sud de Queenstown dans les atterrages occidentaux lorsque le sous-marin est surpris par le Q-ship (piège à sous-marin) britannique Baralong battant pavillon américain en tant que fausse bannière. Le Baralong tire 34 coups de feu à une distance de quelques centaines de mètres seulement sur le sous-marin, qui coule à la position géographique de 50° 25′ N, 8° 15′ O. De plus, une douzaine de naufragés flottant dans l'eau font l'objet de tirs sur ordre du commandant britannique, Godfrey Herbert. Le Kapitänleutnant Wegener est également tué. Le commandant du HMS Baralong avait reçu l'ordre secret de l'Amirauté de "ne faire aucun prisonnier des U-boote". Quatre sous-mariniers ont pu atteindre le Nicosian à la nage, mais ont été peu après traqués par un commando britannique de 12 Royal Marines dans la salle des machines et également abattus.
Le massacre de l'équipage du SM U-27 a violé la Convention de La Haye, qui définit le meurtre des survivants non armés d'un naufrage comme un crime de guerre. Le témoignage des marins américains qui avaient assisté au massacre a provoqué un incident international.
L'Allemagne et les États-Unis ont porté des accusations contre ce crime de guerre présumé et l'utilisation de la bannière étoilée en violation des lois de la guerre. Cependant, malgré les témoins américains du Nicosian, l'incident n'a pas été considéré comme un crime de guerre après 1918, bien qu'il ait rempli tous les critères pour en être un.
Le refus du gouvernement britannique de traduire en cour martiale les auteurs du massacre a amené le gouvernement impérial allemand à adopter une politique de guerre sous-marine sans restriction.
Au lieu de faire surface et d'aborder les navires marchands alliés, des sous-marins ont commencé à les torpiller à vue. De nombreux commandants de U-boote ont cité les incidents de Baralong et ont déclaré : "C'est leur vie ou la nôtre. Pas d'avertissement".
Cette politique a finalement amené les États-Unis à abandonner leur neutralité et à déclarer la guerre à l'Allemagne impériale en mai 1917.

## Commandants
- Kapitänleutnant (Kptlt.)  Bernd Wegener du 1er août 1914 au 19 août 1915

## Flottilles
- Flottille IV du 1er août 1914 au 19 août 1915

## Patrouilles
Le SM U-27 a effectué 3 patrouilles pendant son service.

## Palmarès
Le SM U-27 a coulé 10 navires marchands pour un total de 31 120 tonneaux et 2 navires de guerre pour un total de 6 325 tonnes.
| Date            | Nom du navire | Nationalité | Tonnage | Fait  |
| --------------- | ------------- | ----------- | ------- | ----- |
| 18 octobre 1914 | HMS E3        | Royal Navy  | 725     | Coulé |
| 31 octobre 1914 | HMS Hermes    | Royal Navy  | 5 600   | Coulé |
| 11 mars 1915    | HMS Bayano    | Royal Navy  | 5 948   | Coulé |
| 13 mars 1915    | Hartdale      | Royaume-Uni | 3 839   | Coulé |
| 18 mai 1915     | Drumcree      | Royaume-Uni | 4 052   | Coulé |
| 19 mai 1915     | Dumfries      | Royaume-Uni | 4 121   | Coulé |
| 21 mai 1915     | Glenholm      | Royaume-Uni | 1 968   | Coulé |
| 18 août 1915    | Ben Vrackie   | Royaume-Uni | 3 908   | Coulé |
| 18 août 1915    | Gladiator     | Royaume-Uni | 3 359   | Coulé |
| 18 août 1915    | Magda         | Norvège     | 1 063   | Coulé |
| 18 août 1915    | Sverresborg   | Norvège     | 1 144   | Coulé |
| 19 août 1915    | Peña Castillo | Espagne     | 1 718   | Coulé |